# Пелт (коммуна)
Пелт — коммуна в бельгийской провинции Лимбург. Коммуна возникла 1 января 2019 года в результате слияния муниципалитетов Нерпелт и Оверпелт.
После того, как Нерпелт и Оверпелт ранее в принципе договорились о слиянии, новое название муниципалитета было объявлено 4 ноября 2017 года после местного референдума по этому вопросу. Из трёх вариантов Доммерпелт, Pelt или Pelten более 74 процентов голосов в конечном итоге достались Пелту. Название восходит к римлянам, которые называли песчаную местность Палете, что означает заболоченная земля.
Муниципальные советы окончательно одобрили слияние 18 декабря 2017 года. Таким образом, Неерпелт и Оверпелт прекратили свое существование 31 декабря 2018 года. Днём позже, 1 января 2019 года, Пелт официально стал новым муниципалитетом Лимбурга.
Всего муниципалитет имеет площадь 83,63 км² и насчитывает более 32 000 жителей.